# Eriogonum gossypinum
Eriogonum gossypinum là một loài thực vật có hoa trong họ Rau răm. Loài này được Curran mô tả khoa học đầu tiên năm 1885.